# Raconte une histoire
Albums de Michel Sardou
Bercy 98
(1998) Français
(2000)
Raconte une histoire est une compilation de Michel Sardou sortie en 2000 chez Barclay comprenant les premiers titres de Michel Sardou enregistrés entre 1965 et 1967.

## Listes
| No  | Titre                          | Auteur                                          | Durée |
| --- | ------------------------------ | ----------------------------------------------- | ----- |
| 1.  | Le Madras                      | Michel Sardou / Michel Fugain                   |       |
| 2.  | Je n'ai jamais su dire         | Michel Sardou / Michel Fugain                   |       |
| 3.  | Les Arlequins                  | Michel Sardou / Michel Fugain                   |       |
| 4.  | Il pleut sur ma vie            | Michel Sardou / Michel Fugain                   |       |
| 5.  | Les Filles d'aujourd'hui       | Jacques Revaux / Michel Sardou                  |       |
| 6.  | Dis Marie                      | Jacques Revaux / Ralph Bernet                   |       |
| 7.  | Les Beatnicks                  | Jacques Revaux / Patrice Lafont                 |       |
| 8.  | Si je parle beaucoup           | Guy Magenta / Michel Sardou                     |       |
| 9.  | Mod and Rockers                | Jacques Revaux / Patrice Lafont                 |       |
| 10. | Raconte une histoire           | Jacques Revaux / Michel Sardou - Patrice Lafont |       |
| 11. | Encore 200 jours de plus       | Jacques Revaux / Michel Sardou                  |       |
| 12. | Le Visage de l'année           | Patrice Lafont / Jacques Revaux                 |       |
| 13. | Les Moutons                    | Pierre Delanoë / Guy Magenta                    |       |
| 14. | Merci seigneur                 | Jacques Revaux / Michel Sardou                  |       |
| 15. | Le Train de la dernière chance | B.Michel / Guy Magenta                          |       |
| 16. | Les Fougères                   | Jacques Revaux / Michel Sardou                  |       |